# Чемпионат мира по волейболу среди мужских клубных команд 1990
2-й чемпионат мира по волейболу среди мужских клубных команд прошёл с 27 ноября по 2 декабря 1990 года в трёх городах Италии (Брешиа, Равенне (предварительный этап) и Милане (плей-офф)) с участием 8 команд. Чемпионский титул выиграл «Медиоланум» (Милан, Италия).  

## Команды-участницы
«Медиоланум» (Милан, Италия) — команда одного из городов-организаторов;
«Мессаджеро» (Равенна, Италия) — команда одного из городов-организаторов;
«Максиконо» (Парма, Италия) — победитель предыдущего розыгрыша;
«Филипс» (Модена, Италия) — победитель Кубка европейских чемпионов 1990;
«Банеспа» (Сан-Паулу, Бразилия) — победитель Кубка южноамериканских чемпионов 1990;
«Джапан Табакко» (Хиросима, Япония) — победитель Кубка азиатских чемпионов — Кубка мира 1990;
«Хусейн Дей» (Алжир, Алжир) — победитель Кубка африканских чемпионов 1990;
ЦСКА (Москва, СССР) — по приглашению организаторов (2-й призёр предыдущего розыгрыша);

## Система проведения чемпионата
8 команд-участниц на предварительном этапе были разбиты на две группы. 4 команды (по две лучшие из групп) вышли в плей-офф и по системе с выбыванием определили призёров чемпионата. Итоговые 5—6-е места разыграли третьи команды групп.

## Итоги

### Положение команд
| «Медиоланум» (Милан)             |
| «Банеспа» (Сан-Паулу)            |
| «Максиконо» (Парма)              |
| 4. «Мессаджеро» (Равенна)        |
| 5. ЦСКА (Москва)                 |
| 6. «Филипс» (Модена)             |
| 7—8. «Джапан Табакко» (Хиросима) |
| 7—8. «Хусейн Дей» (Алжир)        |